# Hypercompe cayennensis
Hypercompe cayennensis är en fjärilsart som beskrevs av Charles Oberthür 1881. Hypercompe cayennensis ingår i släktet Hypercompe och familjen björnspinnare. Inga underarter finns listade i Catalogue of Life.